# Azelia vernalis
Azelia vernalis är en tvåvingeart som först beskrevs av Robineau-desvoidy 1830.  Azelia vernalis ingår i släktet Azelia och familjen blomsterflugor.
Artens utbredningsområde är Frankrike. Inga underarter finns listade i Catalogue of Life.